# Cantó de Sant Julian-Chaptuèlh
El cantó de Sant Julian-Chaptuèlh és un cantó francès del departament de l'Alt Loira, situat al districte de Lo Puèi de Velai. Té 8 municipis i el cap és Sant Julian-Chaptuèlh.

## Municipis
- Lantriac
- Montusclat
- Lo Pertús
- Queyrières
- Sant Estève
- Sant Ostian
- Sant Julian-Chaptuèlh
- Sant Pèire-Aenac

## Història
| Data d'elecció                           | Identitat      | Partit              | Qualitat |
| ---------------------------------------- | -------------- | ------------------- | -------- |
| 1961-1967                                | M. Boyer       | Divers droite       |          |
| 1967-1992                                | René Parrat    | RI, després UDF-CDS |          |
| 1992-1998                                | Jean Roche     | UDF                 |          |
| 1998-2011                                | André Raveyre  | Divers gauche       |          |
| 2011-                                    | Raymond Abrial | Divers gauche       |          |
| les dades anteriors no són pas conegudes |                |                     |          |
|                                          |                |                     |          |